# يوم التأسيس السعودي
يوم التأسيس السعودي هو ذكرى تأسيس الدولة السعودية، ويوافق 22 فبراير من كل عام. في 27 يناير 2022 أصدر الملك سلمان بن عبد العزيز آل سعود أمراً ملكياً بأن يكون يوم 22 فبراير من كل عام يوماً لذكرى تأسيس الدولة السعودية، باسم يوم التأسيس، ويصبح إجازة رسمية، ويوافق هذا اليوم تاريخ 30 جمادى الآخرة من عام 1139هـ، بناءً على ما استنتجه المؤرخون وفقاً للمعطيات التاريخية التي حدثت خلال تلك الفترة وشهدت تولي الإمام محمد بن سعود الحكم في الدرعية والعديد من الإنجازات في عهده.

## تأسيس الدولة السعودية
نصَّ الأمرُ الملكي الذي أصدره خادم الحرمين الشريفين الملك سلمان بن عبد العزيز آل سعود على تحديد يوم 22 فبراير من كل عام يوماً لذكرى تأسيس الدولة السعودية الأولى، الذي يمثل بدء عهد الإمام محمد بن سعود في منتصف عام 1139هـ الموافق لشهر فبراير من عام 1727م. وأن الاحتفاء به يأتي «اعتزازاً بالجذور الراسخة لهذه الدولة المباركة، وارتباط مواطنيها الوثيق بقادتها منذ عهد الإمام محمد بن سعود قبل ثلاثة قرون، وبداية تأسيسه في منتصف عام 1139هـ (1727م) للدولة السعودية الأولى التي استمرت إلى عام 1233هـ (1818م)، وعاصمتها الدرعية ودستورها القرآن الكريم وسنة رسوله صلى الله عليه وسلم، وما أرسته من الوحدة والأمن في الجزيرة العربية، بعد قرون من التشتت والفرقة وعدم الاستقرار، وصمودها أمام محاولات القضاء عليها، إذ لم يمضِ سوى سبع سنوات على انتهائها حتى تمكن الإمام تركي بن عبدالله بن محمد بن سعود عام 1240هـ (1824م) من استعادتها وتأسيس الدولة السعودية الثانية التي استمرت إلى عام 1309هـ (1891م)؛ وبعد انتهائها بعشر سنوات، قيض الله الملك عبدالعزيز بن عبدالرحمن الفيصل آل سعود عام 1319هـ (1902م) ليؤسس الدولة السعودية الثالثة ويوحدها باسم المملكة العربية السعودية، وسار أبناؤه الملوك من بعده على نهجه في تعزيز بناء هذه الدولة ووحدتها».

### تأسيس الدرعية
أسّس الدرعية الأمير مانع بن ربيعة المريدي عام 850هـ / 1446م، وهو الجد الثاني عشر للملك عبد العزيز بن عبد الرحمن آل سعود مؤسس المملكة العربية السعودية.
حكم الأمير مانع المريدي وأبناؤه وأحفاده الدرعية التي أصبحت مركزًا حضاريًا، تميزت بموقعها الجغرافي في كونها منطقة مفترق طرق تجارية ما بين شمال وجنوب الجزيرة العربية، مما أسهم في تعزيز حركة التجارة فيها وفي المناطق المجاورة.

### الدولة السعودية الأولى
أسس الإمام محمد بن سعود الدولة السعودية الأولى عام 1139هـ /1727م وعاصمتها الدرعية، واستمرت حتى عام 1233هـ/1818م. شهدت الدولة السعودية الأولى تنظيم الموارد الاقتصادية، والتفكير في المستقبل، حيث كان الإمام محمد بن سعود يحب الخلوة والتأمل والتفكر، كما تم في هذا العهد بناء حي جديد في سمحان وهو حي الطرفية والانتقال إليه بعد أن كان حي غصيبة هو مركز الحكم لفترة طويلة.

وخلال عهد الإمام محمد بن سعود ومن بعده من الأئمة أصبحت مدينة الدرعية عاصمة لدولة مترامية الأطراف، ومصدر جذب اقتصادي واجتماعي وفكري وثقافي، وتحتضن على أرضها معالم أثرية عريقة مثل: حي غصيبة التاريخي، ومنطقة سمحان، وحي الطريف الذي وُصف بأنه من أكبر الأحياء الطينية في العالم وتم تسجيله في قائمة التراث الإنساني في منظمة اليونسكو، ومنطقة البجيري وسوق الدرعية، إضافة إلى أن النظام المالي للدولة وصف بأنه من الأنظمة المتميزة من حيث الموازنة بين الموارد والمصروفات.
وقد هاجر كثير من العلماء إلى الدرعية من أجل تلقي التعليم والتأليف الذي كان سائدًا في تلك الفترة مما أدى إلى ظهور مدرسة جديدة في الخط والنسخ.

### الدولة السعودية الثانية
امتدادًا للدولة السعودية الأولى وبعد انتهائها بسبع سنوات تمكن الإمام تركي بن عبد الله بن محمد بن سعود عام 1240هـ/1824م، من استعادتها وتأسيس الدولة السعودية الثانية التي استمرت إلى عام 1309هـ/1891م.
تمكن الإمام تركي بن عبدالله بن محمد بن سعود من توحيد معظم أجزاء شبه الجزيرة العربية في مدة قصيرة مستمرًا على المنهج الذي قامت عليه الدولة السعودية الأولى وهو حفظ الأمن والتعليم والعدل والقضاء على الفرقة والتناحر، وظلت الدولة تحكم المنطقة حتى عام 1309هــ 1891م.

### الدولة السعودية الثالثة
بتاريخ (5 شوال 1319 هـ / 15 يناير 1902م) أسس الملك عبد العزيز آل سعود الدولةَ السعودية الثالثة وذلك بعد فراغ سياسي وفوضى في وسط شبه الجزيرة العربية استمر قرابة عشر سنوات، إذ تمكن الملك عبد العزيز آل سعود في الخامس من شهر شوال عام 1319هـ / الخامس عشر من يناير 1902م من استرداد الرياض والعودة بأسرته إليها وإعادة تأسيس الدولة السعودية الثالثة ووحدها باسم المملكة العربية السعودية، وسار أبناؤه الملوك من بعده على نهجه في تعزيز بناء هذه الدولة ووحدتها.

## اليوم الوطني
في يوم السابع عشر من شهر جمادى الأولى عام 1351هـ الموافق 23 سبتمبر 1932م أعلن الملك عبد العزيز آل سعود - رحمه الله - توحيد البلاد تحت اسم "المملكة العربية السعودية" بعد أحداث تاريخية استمرت 30 عامًا.

## لماذا يوم التأسيس
22 فبراير، يعتبر مناسبة وطنية للاعتزاز بالجذور الراسخة للدولة السعودية، واستذكار تأسيسها على يد الإمام محمد بن سعود منذ أكثر من ثلاثة قرون، وما حققته من الوحدة والأمن والاستقرار، واستمرارها في البناء والتوحيد والتنمية. حيث؛
- تأسست فيه الدولة السعودية التي حققت الوحدة والاستقرار.
- توحد فيها الناس وازدهروا وانتشرت الثقافة والعلوم.
- الدرعية العاصمة ومركز الدولة.[12]

## الهوية البصرية
أطلق على الهوية البصرية ليوم التأسيس شعار «يوم بدينا» التي تحمل معانيَ جوهرية تاريخية متنوعة ومرتبطة بأمجاد وبطولات وعراقة الدولة السعودية؛ إذْ يظهر في منتصف الشعار أيقونة «رجل يحمل راية» في إشارة إلى بطولات رجال المجتمع السعودي والتفافه حول الراية التي حماها ورفعها ودافع عنها بالغالي والنفيس.
ويحيط بأيقونة الهوية أربعة رموز هي: النخلة والتي تدل على النماء والحياة والكرم، والصقر الذي يُعد رمزًا للشهامة والنخوة والعزة والحرية، والخيل العربي، وهو العنصر الذي يعرض فروسية وبطولة أمراء وشجعان الدولة، والسوق، في إشارة إلى الحراك الاقتصادي والتنوع والانفتاح على العالم.
وكُتبت عبارة «يوم التأسيس - 1727م» بخط مستلهم من مخطوطات عديدة وثَّقَت تاريخ الدولة السعودية الأولى لتكون الرسالة الشاملة للشعار مرتبطةً بالقيم التي تمثل الثقافة السعودية المشتركة، وموصلةً لمعاني الفخر والحماس والأصالة والترابط، ومرتبطة بالضيافة والكرم والمعرفة والعلوم.
وأتت الهوية البصرية ليوم التأسيس هذا العام تحت شعار «يوم بدينا» لتعزز القيم والمعاني المرتبطة بهذه المناسبة الوطنية المميزة، ومرسِّخَةً للاعتزاز بالإرث الثقافي والاجتماعي لهذه الدولة ومجتمعها.

## ثقافة التأسيس
نخوة العوجا: نخوة الدولة السعودية، وهي النداء الذي يبث الحماس والفخر وروح الانتماء للوطن، ويعبر عنها أبناء الوطن في أهازيجهم الوطنية.
النخوة: النداء المرتبط بمجتمع أو دولة ليبث في أهلها الحماسة والفخر.
العوجا: هي الدرعية التي تقع على امتداد واد حنيفة بطبيعته المتعرجة.
قالت الشاعرة موضي الدهلاوية:
ملفاك: أي قصدك أو اتجاهك. العوجا: الدرعية. الشيخ: الإمام عبد الله بن سعود.
العرضة السعودية:
بدأت العرضة قديمًا في تفاصيلها أو طريقة أدائها لإخافة الأعداء بإظهار الكثرة العددية أمامهم وتخويفهم بأصوات قرع الطبول، وشحذ الحماسة والبسالة للمقاتلين ورفع الروح المعنوية لديهم بترديد القصائد الحماسية.

## التأسيس في كلمات الملوك وولي العهد
الملك عبد العزيز بن عبد الرحمن آل سعود:
«لقد ملكتُ هذه البلاد التي هي تحت سلطتي بالله ثم بالشيمة العربية، وكل فرد من شعبي هو جندي وشرطي، وأنا أسير وإياهم كفرد واحد، لا أفضل نفسي عليهم ولا أتبع في حكمهم غير ما هو صالح لهم حسبما جاء في كتاب الله وسنة رسوله صلى الله عليه وسلم».
الملك سعود بن عبد العزيز آل سعود:
«تولينا حكم المملكة العربية السعودية.. معتزين بهذا التراث المجيد الذي ورثناه كابرًا عن كابر، والذي أسس على تقوى الله وطاعته، دستوره القرآن الكريم، وعماده سنة محمد صلى الله عليه وسلم؛ فعلى أسسه نحن ماضون».
الملك فيصل بن عبد العزيز آل سعود:
«إن إيمان هذا الشعب بالله، وتماسكه وتفانيه في خدمة وطنه والكفاح في سبيل استقلاله وحريته هو السبيل الذي أوصل هذا الشعب وهذا البلد الكريم إلى ما هو عليه الآن».
الملك خالد بن عبد العزيز آل سعود:
«استطاع الملك عبد العزيز وبفضل الله أن يؤسس هذا الكيان الكبير، ليعيد له الأمن بمعايير يعز على الآخرين الوصول إليها، ويحقق لشعبه أفضل مستويات الحياة الإنسانية المرفهة والمستقرة، حتى أصبحت بلادنا مضرب الأمثال في العزة والكرامة والتقدم والازدهار».
الملك فهد بن عبد العزيز آل سعود:
«قامت الدولة السعودية الأولى منذ أكثر من قرنين ونصف على الإسلام، وعلى منهاج واضح في السياسة والحكم والدعوة والاجتماع».
الملك عبد الله بن عبد العزيز آل سعود:
«إن بلادنا ولله الحمد شهدت منذ تأسيسها على يد الموحد الملك عبد العزيز -يرحمه الله- نهضة حضارية شاملة، استهدفت الإنسان السعودي في عيشه وعمله وأمنه وصحته وتعليمه».
الملك سلمان بن عبد العزيز آل سعود:
«جاءت الدولة السعودية لتعيد الاستقرار لهذه المنطقة على نهج الدولة الإسلامية الأولى، وتوحد أغلب أجزائها في دولة واحدة، تقوم على الكتاب والسنة، لا على أساس إقليمي أو قبلي أو فكر بشري منذ أكثر من مئتين وسبعين سنة».
الأمير محمد بن سلمان بن عبد العزيز:
" لدينا عمق تاريخي مهم جداً موغل بالقدم ويتلاقى مع الكثير من الحضارات. الكثير يربط تاريخ جزيرة العرب بتاريخ قصير جداً، والعكس أننا أمة موغلة في القدم ".

## أبرز أحداث التأسيس
| م  | التاريخ       | الحدث                                                            |
| -- | ------------- | ---------------------------------------------------------------- |
| 1  | 1090هـ/1679م  | ولادة الإمام محمد بن سعود                                        |
| 2  | 1133هـ/1721م  | مشاركته في الدفاع عن الدرعية في عهد والده                        |
| 3  | 1139هـ/1727م  | مشاركته في حملة العيينة                                          |
| 4  | 1139هـ/1727م  | توليه الحكم في الدرعية وتأسيس الدولة السعودية الأولى             |
| 5  | 1159هـ/1746م  | وقعة فيضة لبن                                                    |
| 6  | 1157هـ/1744م  | مناصرة الدعوة الإصلاحية وحمايتها                                 |
| 7  | 1155هـ/1742م  | إرساله حملة إلى الرياض لتأمين الاستقرار فيها                     |
| 8  | 1139هـ/ 1727م | توحيد شطري الدرعية                                               |
| 9  | 1159هـ/ 1746م | وقعة الشياب                                                      |
| 10 | 1160هـ1747م   | وقعة دلقة                                                        |
| 11 | 1161هـ/1748م  | وقعة البنية الأولى                                               |
| 12 | 1161هـ/1748م  | وقعة الخريزه (صياح)                                              |
| 13 | 1164هـ/1751م  | وقعة الرياض                                                      |
| 14 | 1163هـ/1750م  | وقعة البطحاء                                                     |
| 15 | 1162هـ/1748م  | وقعة الحبونية                                                    |
| 16 | 1161هـ/1748م  | وقعة البطين (ثرمداء)                                             |
| 17 | 1164هـ/1751م  | وقعة الزلفي                                                      |
| 18 | 1165هـ/1752م  | وقعة عفجة الحاير                                                 |
| 19 | 1166هـ/1753م  | وقعة حريملاء                                                     |
| 20 | 1168هـ/1755م  | وقعة الدار                                                       |
| 21 | 1171هـ/1758م  | وقعة أم العصافير                                                 |
| 22 | 1170هـ/1757م  | وقعة الرياض                                                      |
| 23 | 1170هـ/1757م  | وقعة الرشا                                                       |
| 24 | 1169هـ/1756م  | وقعة منفوحة                                                      |
| 25 | 1171هـ/1758م  | وقعة البنية الثانية                                              |
| 26 | 1172هـ/1759م  | وقعة القصب                                                       |
| 27 | 1172هـ/1759م  | حملة حاكم الأحساء عريعر بن دجين على الدولة السعودية الأولى وصدها |
| 28 | 1172هـ/1759م  | بناء سور الدرعية                                                 |
| 29 | 1178هـ/1764م  | وقعة الحائر بين قوات الدولة السعودية الأولى وقوات حاكم نجران     |
| 30 | 1177هـ/1763م  | وقعة قذلة                                                        |
| 31 | 1175هـ/1762م  | وقعة مقرن                                                        |
| 32 | 1173هـ/1760م  | وقعة الثرمانية                                                   |
| 33 | 1178هـ/1764م  | حملة حاكم الاحساء عريعر بن دجين الثانية على الدرعية وفشلها       |
| 34 | 1179هـ/1765م  | وقعة الصبيحات                                                    |
| 35 | 1179هـ/1765م  | وفاة المؤسس الإمام محمد بن سعود وتولي ابنه الإمام عبد العزيز     |

## وصلات خارجية
- الموقع الرسمي